# Those Love Pangs
Those Love Pangs (br: Carlitos rival no amor / pt: Charlot e o rival) é um filme mudo de curta-metragem estadunidense de 1914, do gênero comédia, produzido por Mack Sennett pra os Estúdios Keystone, e dirigido e protagonizado por Charles Chaplin.

## Sinopse

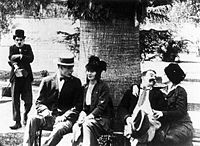
Cena do filme

Carlitos e o rival Joseph competem pelos favores de uma dona da casa. A seguir, vão ao parque e o rival parece ter êxito na conquista de uma jovem. Por sua vez, Carlitos coloca empenho em conquistar outra moça, mas ela espera por outro homem. Triste, Carlitos quer se jogar no lago mas um policial o impede. Mais tarde ele encontra o rival com duas jovens. Acontece outra confusão, e as moças se refugiam em um cinema. Carlitos se une a elas e nova confusão acontece dentro do cinema.

## Elenco
- Charles Chaplin .... Carlitos
- Chester Conklin .... Joseph, rival de Carlitos
- Cecile Arnold .... moça loira
- Vivian Edwards .... moça morena
- Marvin Faylen .... espectador (não creditado)
- Fred Hibbard .... namorado de Vivian (não creditado)
- Harry McCoy ... policial (não creditado)